# Nagy Ernő (jogász)
Nagy Ernő (Székesfehérvár, 1853. augusztus 17. – Kishantos, 1921. augusztus 29.) jogtudós, egyetemi tanár; a Magyar Tudományos Akadémia levelező tagja (1895).

## Pályája
Tanulmányait Pesten a főgimnáziumban, majd az egyetem jogi karán végezte; 1877-ben a jog- és államtudományok doktora lett. 1877 őszén a kormánytól nyert ösztöndíjjal egy-egy félévet a lipcsei és a berlini egyetemen töltött, utána másfél évig a párizsi felsőoktatási intézményeket  látogatta. Párizsi tartózkodása alatt a Société de l'Enseignement Superieur megválasztotta rendes tagjává, 1880-ban pedig a Société Internationale des Études d'Economie Sociale mint levelező tagot Magyarországra vonatkozó tudósítás tisztével bízta meg. 1880-ban hazatért, ekkor a nagyváradi jogakadémia közjogi és politikai tanszékére nevezték ki előbb helyettes, majd rendkívüli és 1885-től rendes tanárnak. A Magyar Tudományos Akadémia 1895. május 10-én megválasztotta levelező tagjává. 1896-ban kinevezték az Országos Közoktatási Tanács tagjává. 1902-től 1912-ig Kolozsváron, majd 1921-ig, haláláig Budapesten oktatta a közjogot.
Cikkei többek között a Jogtudományi Közlönyben, a Budapesti Szemlében, a Nemzetgazdasági Szemlében, a Nagyváradban, a  Jogi Szemlében, az Athenaeumban, valamint francia folyóiratokban jelentek meg. Száznál több közjogi cikket írt A Pallas nagy lexikonába, könyvismertetései jelentek meg a napilapokban.

## Fontosabb munkáiból
- Az arisztokrácia mint társadalmi osztály (Nagyvárad, 1885; különnyomat a nagyváradi jogakadémia almanachjából)
- Magyarország közjoga (egyetemi tankönyv, Budapest, 1887; 2. kiadás: 1891. Online)
- Az ausztriai császári cím fölvételéről (Budapest, 1897; székfoglaló)
- A házi törvények és a renunciáció (Budapest, 1897)
- A közjog tudományos műveléséről (Budapest, 1902).